# Liste der Zuflüsse der Dhron
Liste der Zuflüsse der Dhron
Die Dhron ist ein rechter Nebenfluss der Mosel in Rheinland-Pfalz.
Die Zuflüsse sind:
| Name                       | Lage   | Länge in km | EZG in km² | Mündung                    | Mündungshöhe in m ü. NHN |
| -------------------------- | ------ | ----------- | ---------- | -------------------------- | ------------------------ |
| Käsbach                    | links  | 4,6         | 4,5        | Ortsende Hinzerath         | 492                      |
| Gipsmühlbach               | links  | 3,0         | 3,2        | nach Hinzerath             | 476                      |
| (Bach aus der Hohmark)     | rechts | 3,0         | 1,7        | bei Ruine Baldenau         | 471                      |
| Rehbruchbach               | links  | 2,3         | 2,7        | bei Ruine Baldenau         | 470                      |
| Klingbach                  | links  | 2,6         | 2,6        | bei Bischofsdhron          | 439                      |
| Erbach                     | links  | 2,3         | 2,5        | vor Morbach                | 436                      |
| Wenigerathbach             | rechts | 3,1         | 5,5        | vor Morbach                | 436                      |
| Morbach                    | links  | 3,5         | 4,5        | in Morbach                 | 415                      |
| (Bach vom Mehlbaum)        | links  | 1,9         | 1,1        | nach Morbach               | 410                      |
| Habach                     | rechts | 3,8         | 7,7        | nach Rapperath             | 388                      |
| Heinzerbach                | rechts | 3,5         | 5,3        | hinter Rapperath           | 374                      |
| Lenchertbach               | rechts | 1,5         | 2,3        | bei Merscheid              | 354                      |
| Brühlbach / Wahlholzerbach | links  | 4,6         | 6,1        | bei Reinhardsmühle         | 331                      |
| Hölzbach                   | rechts | 3,0         | 5,8        | bei Haag                   | 311                      |
| Schalesbach                | links  | 8,7         | 38,9       | vor der Etgerter Sägemühle | 258                      |
| Liedchenbach               | links  | 2,4         | 3,3        | vor Gräfendhron            | 243                      |
| Gielerterbach              | links  | 2,4         | 2,3        | vor Gräfendhron            | 237                      |
| Merschbacherbach           | rechts | 4,0         | 7,9        | in Gräfendhron             | 231                      |
| Grundbach                  | rechts | 3,2         | 4,8        | hinter der Krakesmühle     | 215                      |
| Lichter Bach               | links  | 5,7         | 10,2       | beim Bienenkopf            | 178                      |
| Heusprungbach              | rechts | 1,8         | 1,6        | beim Lierensberg           | 169                      |
| Lierensbach                | links  | 1,3         | 1,2        | beim Lierensberg           | 169                      |
| Feltenbach                 | rechts | 3,7         | 5,7        | in Papiermühle             | 156                      |
| Kleine Dhron               | links  | 28,6        | 137,2      | in Papiermühle             | 151                      |
| Schafhausbach              | rechts | 3,4         | 3,9        | hinter Leienhaus           | 135                      |